# Христо Стоянов (юрист)
Вижте пояснителната страница за други личности с името Христо Стоянов.
Христо Тодоров Стоянов е български юрист, просветен деец и политик. Той е дългогодишен председател на Върховния касационен съд (1887 – 1895).

## Биография

### Образование и младежки години
Христо Стоянов е роден на 6 януари 1845 г. в София, тогава Османска империя. Получава първоначално образование в родния си град. От 1860 до 1863 г. учи в гимназия в Одеса, след което работи като учител в София (1863 – 1864). Заминава за Москва със стипендия на Иван Денкоглу и завършва право в Московския университет през 1868 г. През следващите години участва в борбата за създаване на самостоятелна Българска екзархия и национално признаване.
В периода 1869 – 1870 г. е учител и директор в Класното училище в Пловдив, управител на българските училища в София, делегат на Първия църковно-народния събор в Цариград и председател на революционния комитет (1870 – 1871). През 1875 г. става дописен, а през 1884 г. – редовен член на Българското книжовно дружество (БКД, днес Българска академия на науките).
От 1876 г. се установява в Русия, където организира набирането на български доброволци за национално освобождение.

### Професионална дейност
По време на Временното руско управление Христо Стоянов е взет на работа в канцеларията при щаба на княз Черкаски и известно време е губернатор на София. Той е народен представител в Учредителното събрание (1879), I велико народно събрание, I обикновено народно събрание (1879) и II обикновено народно събрание (1880 – 1881) и подпредседател на последните две, избиран от Софийски окръг. От 1880 г. е председател на Върховния касационен съд, след това – министър на правосъдието в първото правителство на Драган Цанков.
Христо Стоянов е краен русофил и публично се противопоставя на Съединението през 1885 г. След детронирането на княз Александър I Батенберг е включен в правителството, съставено от организаторите на преврата, в което отново става министър на правосъдието. През следващите години Стоянов се оттегля от политическия живот и през 1886 г. е председател на Софийския апелативен съд и министър на вътрешните работи и изповеданията в правителството на митрополит Климент.
От 1887 г. до смъртта си на 1 юли 1895 г. в София е председател на Върховния касационен съд и член на Българското книжовно дружество (БКД, днес Българска академия на науките). Бил е извънреден преподавател по гражданско право във Висшето училище в София (1892 – 1894).

## Архивни източници
- НБКМ – БИА Национална библиотека „Св. св. Кирил и Методий“ – Български исторически архив, фонд 1 – IБ, 6 – IА, 249.
- ЦДА – Централен държавен архив, фонд 111К.